# アンソニー・カーター (野球)
アンソニー・スコット・カーター（Anthony Scott Carter、1986年4月4日 - ）は、アメリカ合衆国ジョージア州ディケーター出身のプロ野球選手（投手）。右投左打。2021年開催の東京オリンピック 野球 銀メダリスト。
日本プロ野球における登録名は「アンソニー・カーター」とフルネームであった。ただし、一部の球場のスコアボードや新聞、TV等では「カーター」や「A・カーター」と表記されていた。

## 経歴

### ホワイトソックス傘下時代
パークビュー高等学校からジョージア・ペリメター大学を経て、2005年のドラフト26巡目でシカゴ・ホワイトソックスから指名され入団。高校の2年先輩にジェフ・フランコーアがいる。
2006年はルーキー級ブリストル・ホワイトソックスで13試合に登板し、2勝8敗、防御率7.67だった。
2007年はルーキー級グレートフォールズ・ホワイトソックスで15試合に登板し、5勝3敗、防御率3.93だった。
2008年はA級カナポリス・インティミデイターズとA+級ウィンストン・セイラム・ワースホッグスでプレー。A+級では17試合に登板し、6勝5敗、防御率4.90だった。
2009年はA+級ウィンストン・セイラムで27試合に登板し、11勝7敗、防御率4.36だった。
2010年からリリーフに転向。AA級バーミングハム・バロンズで46試合に登板し、1勝4敗22セーブ、防御率3.92だった。11月19日にホワイトソックスとメジャー契約を結び、40人枠入りを果たした。
2011年2月27日にホワイトソックスと1年契約に合意。3月14日にAAA級シャーロット・ナイツへ異動し、開幕をAAA級で迎えた。この年はAA級バーミングハムとAAA級シャーロットでプレー。AAA級では35試合に登板し、0勝2敗3セーブ、防御率7.23だった。
2012年3月4日にホワイトソックスと1年契約に合意。3月19日にAAA級シャーロットへ異動し、開幕を前年と同じくAAA級で迎えた。この年はAAA級シャーロットで39試合に登板し、4勝6敗2セーブ、防御率4.60だった。オフの11月30日にノンテンダーFAとなった。

### レッドソックス傘下時代
2013年3月27日にボストン・レッドソックスとマイナー契約を結んだ。この年はAAA級ポータケット・レッドソックスで52試合に登板し、2勝0敗24セーブ、防御率3.47だった。7月にはAAA級のオールスターゲームでインターナショナルリーグ選抜に選出されている。オフの11月5日にFAとなった。

### パドレス傘下時代
2013年11月15日にサンディエゴ・パドレスとマイナー契約を結んだ。
2014年はAAA級エル・パソ・チワワズで3試合に登板し、防御率6.00だった。

### 日本ハム時代
2014年4月21日に北海道日本ハムファイターズが獲得を発表。5月1日の埼玉西武ライオンズ戦で来日初登板を果たし、1回を無失点に抑えた。48試合に登板し、20HPの成績を残したが、10月21日に、球団から戦力外通告を受け退団した。12月2日、自由契約公示された。

### 日本ハム退団後
2014年12月16日にシカゴ・カブスとマイナー契約を結ぶ。
2015年6月12日に解雇となり、7月に右肩の手術を受ける。
2016年2月27日にテキサス・レンジャーズとマイナー契約を結ぶ。
2018年2月9日にメキシカンリーグのアグアスカリエンテス・レイルロードメンと契約した。
2019年もアグアスカリエンテス・レイルロードメンでプレー。
2020年2月1日にトレードでサルティーヨ・サラペメーカーズに移籍した。

## 詳細情報

### 年度別投手成績
| 年 度    | 球 団    | 登 板 | 先 発 | 完 投 | 完 封 | 無 四 球 | 勝 利 | 敗 戦 | セ 丨 ブ | ホ 丨 ル ド | 勝 率 | 打 者 | 投 球 回 | 被 安 打 | 被 本 塁 打 | 与 四 球 | 敬 遠 | 与 死 球 | 奪 三 振 | 暴 投 | ボ 丨 ク | 失 点 | 自 責 点 | 防 御 率 | W H I P |
| -------- | -------- | ----- | ----- | ----- | ----- | -------- | ----- | ----- | -------- | ----------- | ----- | ----- | -------- | -------- | ----------- | -------- | ----- | -------- | -------- | ----- | -------- | ----- | -------- | -------- | ------- |
| 2014     | 日本ハム | 48    | 0     | 0     | 0     | 0        | 0     | 5     | 1        | 20          | .000  | 195   | 45.1     | 42       | 2           | 24       | 2     | 0        | 33       | 2     | 0        | 20    | 20       | 3.97     | 1.46    |
| NPB：1年 | NPB：1年 | 48    | 0     | 0     | 0     | 0        | 0     | 5     | 1        | 20          | .000  | 195   | 45.1     | 42       | 2           | 24       | 2     | 0        | 33       | 2     | 0        | 20    | 20       | 3.97     | 1.46    |

- 2014年度シーズン終了時

### 記録
NPB
- 初登板：2014年5月1日、対埼玉西武ライオンズ6回戦（西武ドーム）、9回裏に4番手で登板。1回無失点[1]
- 初奪三振：同上、9回裏に栗山巧から空振り三振
- 初ホールド：2014年5月6日、対福岡ソフトバンクホークス7回戦（福岡 ヤフオク!ドーム）、6回裏に2番手で救援登板、1回無失点[1]
- 初セーブ：2014年9月21日、対東北楽天ゴールデンイーグルス22回戦（楽天Koboスタジアム宮城）、9回裏に6番手で救援登板、完了、1回無失点

### 代表歴
- 2020年東京オリンピックの野球競技・アメリカ合衆国代表

### 背番号
- 70 （2014年）
- 37 （2018年 - ）